# Eroica (film)
Pour les articles homonymes, voir Eroica (homonymie).
Pour plus de détails, voir Fiche technique et Distribution.
Eroica est un film polonais réalisé par Andrzej Munk, sorti en 1958.
Le film est constitué de deux segments Scherzo alla Polacca et Ostinato Lugubre. Une troisième partie Con Bravura n'a pas été conservée dans le montage final par le réalisateur.

## Fiche technique
- Titre français : Eroica
- Réalisation : Andrzej Munk
- Scénario : Jerzy Stefan Stawiński
- Costumes : Alicja Waltos
- Photographie : Jerzy Wójcik
- Montage : Miroslawa Garlicka et Jadwiga Zajicek
- Musique : Jan Krenz
- Pays d'origine : Pologne
- Format : Noir et blanc - 35 mm - 1,66:1 - Mono
- Genre : comédie dramatique
- Durée : 87 minutes
- Date de sortie :
  - Pologne : 4 janvier 1958

## Distribution

### SegmentScherzo alla Polacca
- Edward Dziewoński : Dzidzius Gorkiewicz
- Ignacy Machowski : major
- Leon Niemczyk : lieutenant Istvan Kolya
- Tomasz Zaliwski : officier hongrois
- Barbara Połomska : Zosia, la femme de Dzidzius
- Kazimierz Opaliński : commandant polonais

### SegmentOstinato Lugubre
- Henryk Bąk : lieutenant Krygier
- Mariusz Dmochowski : lieutenant Korwin Makowski
- Roman Kłosowski : lieutenant Szpakowski
- Bogumił Kobiela : lieutenant Dabecki
- Tadeusz Łomnicki : lieutenant Zawistowski